# Velká Mokrůvka
Velká Mokrůvka (německy Moorberg) je 1370 m vysoká hora na střední Šumavě, na Šumavských pláních. Vrchol se nachází na hranici mezi Českou republikou a Bavorskem, 2,5 km jihovýchodně od Březníku. Zároveň je vrchol nejvyšším místem (1370,4 m) Plzeňského kraje. Nejvyšší místo Blatného vrchu na území Česka leží totiž ve výšce 1370,3 m.

## Popis hory
Velká Mokrůvka má podobu výrazného severojižního strukturního hřbetu z granodioritů nad Luzenským údolím. Ve vrcholové oblasti jsou menší skalky.
Velká Mokrůvka je nejvyšším vrcholem Plzeňského kraje, 9. nejvyšší horou Šumavy a 26. nejvyšší horou Česka.

## Přístup
Značené turistické stezky na Velkou Mokrůvku nevedou, a jelikož je součástí I. zóny NP Šumava, je vrchol nepřístupný. Do jižního sedla hory, které se nachází v ohybu státní hranice v nadmořské výšce 1 290 m, vede německá turistická trasa z osady Finsterau na Luzný.